# João do Couto e Silva
João do Couto e Silva (Matosinhos, 1824 - Porto Alegre, 4 de octubre de 1883) fue un carpintero, tallador y maestro constructor portugués naturalizado brasileño. Estuvo activo en Porto Alegre en la segunda mitad del siglo XIX y fue uno de los más importantes artistas de la ciudad. Dejó una valiosa talla dorada en tres de las iglesias más antiguas de la ciudad que aún se mantienen en pie (iglesias de Nuestra Señora de los Dolores, de Nuestra Señora de la Concepción y de Nuestro Señor de los Pasos) y colaboró, además, en la construcción de dos de ellas además de decorar muchas residencias.